# Підводні човни типу «Марконі»
Підводні човни типу «Марконі» (італ. Classe Marconi) — клас військових кораблів з 6 підводних човнів, випущених італійськими суднобудівельними компаніями OTO і CRDA у 1940—1941 роках. Субмарини цього типу входили до складу Королівського військово-морського флоту Італії та брали активну участь у боях Другої світової війни. З шести ПЧ п'ять загинули з різних обставин і лишень «Луїджі Тореллі» пройшов всю війну, перебував у складі підводних флотів Крігсмаріне та Імперського флоту Японії, перш ніж після капітуляції останньої був переданий США, які затопили його в 1946 році.

## Підводні човни типу «Марконі»
Позначення
| № | Корабель               | Виготовлювач                                 | На честь             | Закладено       | Спущено         | У строю        | Статус |
| - | ---------------------- | -------------------------------------------- | -------------------- | --------------- | --------------- | -------------- | --- |
| 1 | «Алессандро Маласпіна» | Odero-Terni-Orlando, Ла-Спеція               | Алессандро Маласпіна | 1 березня 1939  | 18 лютого 1940  | 20 червня 1940 | у вересні 1941 року зник безвісти |
| 2 | «Леонардо да Вінчі»    | Cantieri Riuniti dell'Adriatico, Монфальконе | Леонардо да Вінчі    | 19 вересня 1938 | 16 вересня 1939 | 5 березня 1940 | 23 травня 1943 року потоплений західніше Віго британським есмінцем «Ектів» разом з фрегатом «Несс» |
| 3 | «Луїджі Тореллі»       | Odero-Terni-Orlando, Ла-Спеція               | Луїджі Тореллі       | 15 лютого 1939  | 6 січня 1940    | 15 травня 1940 | у вересні 1943 року захоплений німцями та перейменований на UIT-25, у травні 1945 року перейшов до Імперського флоту Японії як I-504. Після війни захоплений американськими ВМС. 16 квітня 1946 року затоплений у протоці Кії |
| 4 | «Маджорі Баракка»      | Odero-Terni-Orlando, Ла-Спеція               | Франческо Баракка    | 1 березня 1939  | 6 січня 1940    | 15 травня 1940 | 8 вересня 1941 року знищений британським ескортним міноносцем «Крум» |
| 5 | «Мікеле Б'янкі»        | Odero-Terni-Orlando, Ла-Спеція               | Мікеле Б'янкі        | 15 лютого 1939  | 3 грудня 1939   | 15 квітня 1940 | 5 липня 1941 року потоплений британським підводним човном «Тігріс» |
| 6 | «Гульєльмо Марконі»    | Cantieri Riuniti dell'Adriatico, Монфальконе | Гульєльмо Марконі    | 19 вересня 1938 | 30 липня 1939   | 8 лютого 1940  | після 28 жовтня 1941 року зниклий безвісти західніше Гібралтару |